# Place Madeleine-Braun
La place Madeleine-Braun est une voie du 10e arrondissement de Paris.

## Situation et accès
Elle située à proximité de la gare de l'Est. 

## Origine du nom

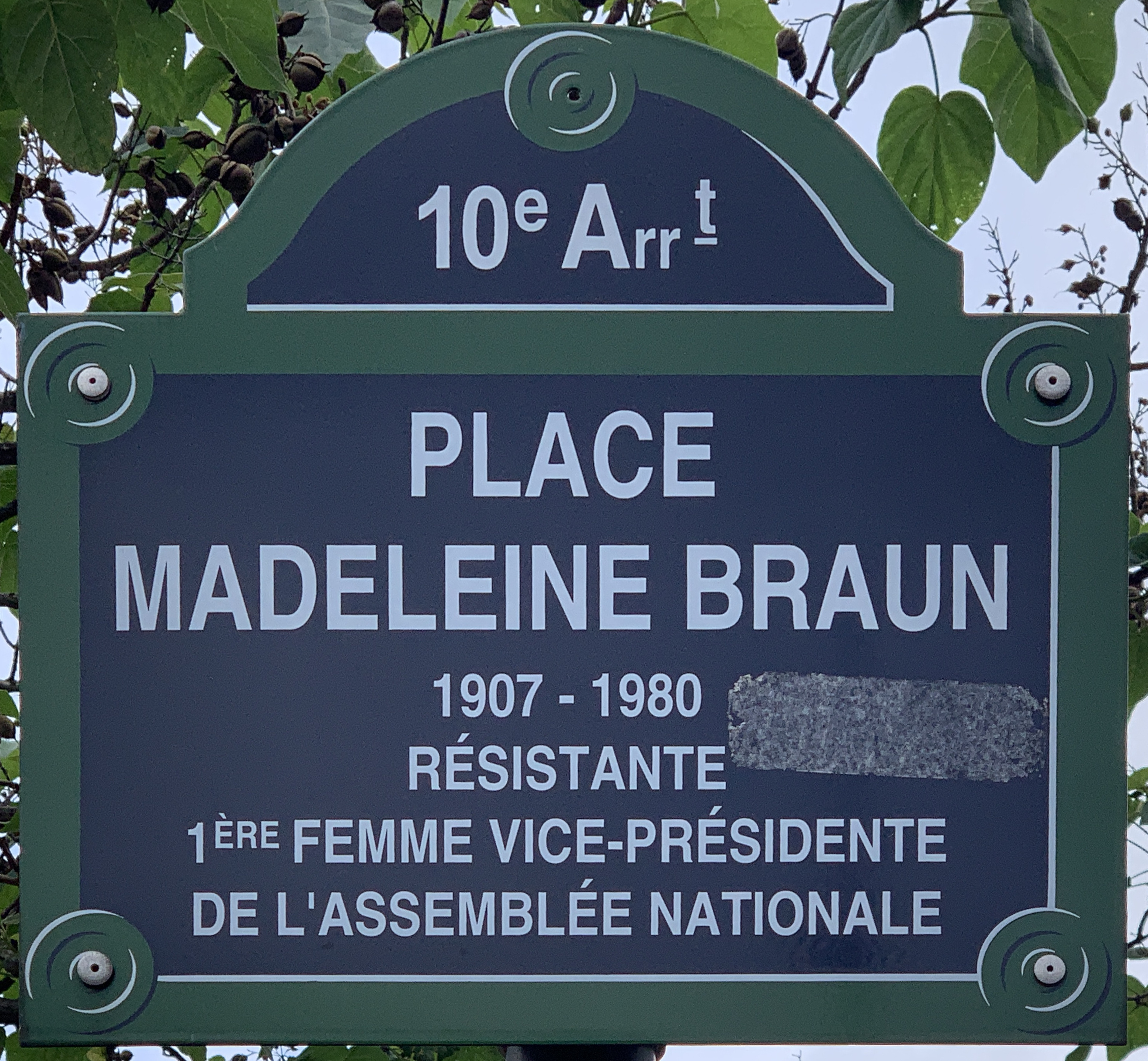
Plaque de la place.

Elle porte le nom de la résistante et personnalité politique Madeleine Braun depuis le 19 septembre 2012.

## Historique
La place a été dénommée et inaugurée le 19 septembre 2012.